# Tour de Lombardie 1981
La 75e édition du Tour de Lombardie s'est déroulée le 17 octobre 1981. La course a été remportée par le coureur néerlandais Hennie Kuiper. Le parcours s'est déroulé entre Milan et Côme sur une distance de 259 kilomètres.

## Déroulement de la course
Le Néerlandais Hennie Kuiper gagne en solitaire à Côme. Il précède de 27 secondes un groupe de 9 hommes dont le sprint est remporté par l'Italien Moreno Argentin. 123 coureurs étaient au départ et 27 à l'arrivée.

## Classement final
| Pos. | Coureur            | Équipe      | Temps           |
| ---- | ------------------ | ----------- | --------------- |
| 1    | Hennie Kuiper      | DAF Trucks  | 6 h 32 min 00 s |
| 2    | Moreno Argentin    | Sammontana  | à 27 s          |
| 3    | Alfredo Chinetti   | Inoxpran    | m.t.            |
| 4    | Jean-Marie Grezet  | Cilo-Aufina | m.t.            |
| 5    | Luciano Rabottini  | Santini     | m.t.            |
| 6    | Tommy Prim         | Bianchi     | m.t.            |
| 7    | Emanuele Bombini   | Hoonved     | m.t.            |
| 8    | Pascal Simon       | Peugeot     | m.t.            |
| 9    | Johan De Muynck    | Splendor    | m.t.            |
| 10   | Claude Criquielion | Splendor    | m.t.            |